# William Bingham
William Bingham (Filadelfia, 8 marzo 1752 – Bath, 7 febbraio 1804) è stato un politico statunitense.

## Biografia
William Bingham nacque l'8 marzo 1752 a Filadelfia. Si laureò al College of Philadelphia (ora University of Pennsylvania) nel 1768.

### Philadelphia Society
Bingham viaggiò per la prima volta in Europa nel 1773, e al suo ritorno in America si unì alla Philadelphia Society. Inviato dal Comitato di corrispondenza segreta a Martinica, per risiedere apparentemente come commerciante, e stabilire un contatto con Silas Deane. Lasciò l'America a bordo della fregata Reprisal il 3 luglio 1776. Durante i suoi viaggi, stabilì legami con i mercanti francesi in Martinica, catturò diverse navi britanniche e tornò in America nel 1777 con diversi carichi completi di munizioni, pistole e altri beni vitali necessari per combattere una guerra.

### Interessi commerciali
Alla fine della rivoluzione americana, Bingham era considerato uno degli uomini più ricchi della Pennsylvania, avendo fatto fortuna con la comproprietà di privati e commercianti. Diventò un importante imprenditore, acquistando terreni nello stato di New York e 2 milioni di acri (8.000 km²) nel Maine, in seguito noto come Bingham Purchase. Con suo genero Alexander Baring, aiutò a mediare l'Acquisto della Louisiana.
Fu il fondatore e il primo presidente della Philadelphia and Lancaster Turnpike.
Bingham era direttore di diverse altre imprese. Mantenne le imprese marittime dopo la guerra rivoluzionaria, attraverso la sua casa mercantile chiamata "Bingham, Inglis e Gilmore". Era un membro di spicco della Pennsylvania Society for the Encouragement of Manufactures and Useful Arts, donando una proprietà di Filadelfia da convertire in una fabbrica tessile.

### Esercito
Nel 1780, Bingham entrò nel secondo reggimento del Philadelphia Light Horse, una formazione di 50 dragoni. Erano elegantemente vestiti e vedevano poca azione. William Jackson fu il primo maggiore e in seguito divenne l'agente fondiario di Bingham. Bingham scortò il presidente eletto George Washington attraverso la Pennsylvania con la sua truppa nel suo viaggio dell'aprile 1789 da Valley Forge a New York per assumere la presidenza.

### Politica
Durante il governo provvisorio degli Stati Uniti a Filadelfia, scrisse lo statuto della National Bank of North America. Vide il debito nazionale come benefico in quanto attirava l'interesse negli affari del governo. Durante la prima presidenza, il tesoriere Alexander Hamilton cercò Bingham come suo mentore nella gestione di tasse, tariffe e nella costruzione di una banca nazionale.

### Relatore della Pennsylvania House
Rappresentò la Pennsylvania come delegato al Congresso continentale (1786-1788). Fu eletto alla Camera dei rappresentanti della Pennsylvania (1790-1791), dove fu primo oratore nel 1791. In seguito fu membro del Senato dello Stato della Pennsylvania (1793-1794). Fece costruire strade e un ponte da Filadelfia a Lancaster, chiamato Lancaster Pike.

### Senatore
Nel 1795, fu eletto al Senato degli Stati Uniti. Era un sostenitore attivo di John Adams e quando Adams fu eletto presidente, Bingham fu presidente del Senato pro tempore nel quarto congresso. Il 4 marzo 1797, con l'inizio del Quinto Congresso, impartì il giuramento al vicepresidente Thomas Jefferson. Fu criticato dai politici di Jefferson per "stravaganza, ostentazione e dissipazione".
Le diverse tenute di Bingham erano famose per aver ospitato molti illustri aristocratici provenienti dall'Europa e incontri federalisti. Nella tenuta di Bingham, i federalisti hanno concordato di tenere le votazioni preliminari prima che le proposte fossero portate davanti al Congresso pubblicamente, creando così l'unanimità tra le linee di partito.

### Binghamton
Era anche un perito agrario e cercò di incrementare le aree che attualmente fanno parte degli stati di New York e della Pennsylvania. Il giudice Joshua Whitney Jr., colono e agente di Bingham, chiamò la città di Binghamton in suo onore.

## Matrimonio
Sposò Ann Willing (1 agosto 1764-11 maggio 1801), figlia di Thomas Willing. Ebbero tre figli:
- Ann Louisa Bingham (1782-?)[12], sposò Alexander Baring, I barone Ashburton, ebbero nove figli;
- Maria Matilda Bingham (1783-1849), sposò in prime nozze Jacques Alexandre, conte di Tilly, in seconde nozze Henry Baring, ebbero cinque figli, e in terze nozze il marchese de Blaisel[13], non ebbero figli;
- William Bingham (1800-1852), sposò Marie-Charlotte Chartier de Lotbiniere, ebbero sei figli.

Sua moglie e le sue due figlie ebbero un ruolo importante negli affari sociali della politica statunitense, sebbene la moglie Ann morisse mentre il suo unico figlio William aveva un anno. Bingham lasciò il figlio crescere negli Stati Uniti con suo nonno Thomas Willing.

## Morte
Bingham morì il 7 febbraio 1804 a Bath, e fu sepolto nell'Abbazia di Bath.